# Dominique Baratelli
Dominique Baratelli,  né le 26 décembre 1947 à Nice (Alpes-Maritimes), est un gardien de but international français de football.

## Biographie
Jusqu'à ses 17 ans, Baratelli joue comme joueur de champ en tant que milieu gauche. Formé au Stade Niçois puis au Cavigal de Nice, dont l'école de gardiens est de renommée nationale, Dominique Baratelli commence sa carrière professionnelle à l'AC Ajaccio en 1967. Il compense son gabarit inférieur à la moyenne (pour un gardien) par d'étonnants réflexes sur sa ligne, sa vivacité (se décrivant lui-même comme une "pile") et d'excellentes sorties « dans les pieds ». Il s'inspire à ses débuts de gardiens comme Georges Carnus et Marcel Aubour.
Alberto Muro de l'AC Ajaccio cherchant deux gardiens de but, sur les conseils d'un dirigeant du Cavigal, Baratelli passe un essai au Stade Vélodrome contre Marseille. L'essai s'avère concluant pour le jeune Doumé qui passe ensuite quatre années "de bonheur" en Corse. Il partage à ses débuts un appartement avec Jean-Marc Michel et Joseph Tafanelli.
En 1971, Dominique Baratelli rejoint l'OGC Nice, alors l'une des meilleures équipes françaises, puis se voit assez rapidement (juin 1972) appelé en équipe de France comme doublure de Georges Carnus. À la suite du remplacement du sélectionneur national Georges Boulogne par Stefan Kovacs en 1973 et à la décision de ce dernier de reconstruire une équipe sur la base de joueurs de moins de 30 ans, Dominique Baratelli se voit titularisé dans la cage tricolore. Il y dispute les éliminatoires de l'Euro 1976, résistant à la concurrence de Jean-Paul Bertrand-Demanes et de René Charrier mais se voit supplanté par André Rey pendant les éliminatoires de la Coupe du monde 1978. Sélectionné dans les 22 pour le Mundial argentin comme numéro deux derrière Jean-Paul Bertrand-Demanes (Rey, blessé, est forfait), Dominique Baratelli se voit propulsé en pleine lumière au premier tour face à l'Argentine, lorsqu'il doit remplacer Bertrand-Demanes qui s'est blessé en heurtant son poteau sur un plongeon. Malgré une bonne prestation, il ne peut éviter un but splendide de l'Argentin Leopoldo Luque qui sonne la défaite (1-2) et l'élimination des Bleus. Il ne dispute pas la dernière rencontre (sans enjeu) face à la Hongrie, le sélectionneur Michel Hidalgo y alignant ses réservistes dont le troisième gardien Dominique Dropsy.
Au retour d'Argentine, Dominique Baratelli quitte Nice pour le Paris Saint-Germain, alors à la recherche de son premier grand titre. La montée en puissance de Dominique Dropsy et les résultats alors moyens du PSG mettent d'abord la carrière internationale de Dominique Baratelli entre parenthèses, mais la décision s'avère ensuite judicieuse : porté par l'ascension du PSG, il retrouve l'équipe de France en février 1982 à l'occasion d'une victoire historique sur l'Italie (2-0, la première depuis 1920). Cette même année, il remporte son premier titre avec la victoire du PSG en Coupe de France face à Saint-Étienne (2-2, tirs au but). Avant d'en arriver là, Dominique Baratelli a confirmé sa réputation déjà établie de « tueur de penalties » lors d'une homérique séance de tirs au but en demi-finale, à Rennes, face au FC Tours (à l'époque en D1). Le gardien tourangeau Jean-Marc Desrousseaux, lui aussi spécialiste de l'exercice, arrête trois tirs sur cinq, mais Baratelli en stoppe quatre et envoie son équipe en finale.
À l'approche de la Coupe du monde 1982 en Espagne, Dominique Baratelli est à la lutte avec le Stéphanois Jean Castaneda pour la place de titulaire en équipe de France et figure naturellement parmi les 22 sélectionnés (avec le numéro 1). Une dispute mémorable entre le sélectionneur Michel Hidalgo son gardien de but a lieu pendant le stage de préparation des Bleus à Font-Romeu. Dominique Baratelli quitte le stage avant de revenir mais c'est finalement l'inattendu Jean-Luc Ettori, appelé de la dernière heure, qu'Hidalgo nomme titulaire à la surprise générale. 
D'après lui-même, Baratelli ne supportait pas bien les stages en altitude et aurait préféré se préserver, à la différence d'un Ettori. Les Bleus réalisent un parcours magnifique, ponctué d'une inoubliable demi-finale perdue contre la RFA, en dépit des performances en demi-teinte d'Ettori dans la cage. Jean Castaneda, aligné lors de la petite finale face à la Pologne, se montre encore moins convaincant et coûte la troisième place à la France sur deux erreurs. Pendant plus de vingt ans, la non-titularisation de Dominique Baratelli est restée un mystère non éclairci (Michel Hidalgo ayant longtemps refusé de communiquer sur le sujet...) et attisa les regrets nés de la séance de tirs au but face à la RFA où son expertise aurait pu faire la différence.
Mais en 2012, lors du salon littéraire de Lormont, Michel Hidalgo avoua au cours d'un entretien  avec l'écrivain (Bernard Morlino) qu'il avait cédé à la pression de certains de ses joueurs. Ils lui avaient fait passer le message qu'ils préféraient jouer avec Jean-Luc Ettori plutôt  qu'avec Dominique Baratelli au motif que le premier sortait plus souvent de ses buts que le second. Mais Michel Hidalgo ne cita pas les noms de ceux qui étaient venus lui donner son avis. Dominique Baratelli eut du mal à accepter cette décision, il vivra la compétition clairement en marge du groupe des 22, et sera critiqué pour ça. Il refusera même de jouer une mi-temps du match pour la troisième place qui opposait la France à la Pologne. Dans un podcast, Jean Castanéda décrivit son concurrent comme "taciturne" et peu communicatif. 
Interrogé à ce sujet par le Podcast des Légendes en 2023 et estimant que ces polémiques sont désormais vieilles et "sans importance", Baratelli a néanmoins indiqué que Michel Hidalgo ne s'était jamais expliqué avec lui quant à son choix de gardien, indiquant que ses relations avec le sélectionneur étaient "inexistantes" et qu'Hidalgo "avait toujours eu des problèmes avec les gardiens de but". Il nie en revanche les rumeurs selon lesquelles il refusait de s'entraîner avec le groupe, indiquant que c'est "absolument faux", ajoutant qu'il s'était "blessé à la main ... et tordu le poignet ... en arrêtant un penalty de Genghini" mais qu'il se tenait "absolument" prêt à la disposition de l'équipe si on faisait appel à lui.
Une autre version circule. Dominique Baratelli aurait donné l'impression de s'entraîner trop tranquillement à Font-Romeu  alors que Jean-Luc Ettori faisait une préparation à fond. Dominique Baratelli reconnut dans un podcast qu'il avait dès problèmes avec l' altitude et qu'il s'était ménagé. Ceci a peut-être joué en sa défaveur.
Après le Mundial espagnol et à 34 ans passés, Dominique Baratelli ne retrouve plus l'équipe nationale. En club, il remporte une nouvelle Coupe de France l'année suivante avec le PSG après une finale de très haut niveau face à Nantes (3-2) marquée notamment par un but exceptionnel du Nantais José Touré. Il atteint cette même saison les quarts de finale de la Coupe des vainqueurs de Coupes. Dominique Baratelli achève sa carrière professionnelle en 1985 après une saison qui le voit relégué sur le banc du PSG à la suite d'un match catastrophique en Coupe UEFA face aux Hongrois de Videoton (2-4).
Il quitte ensuite définitivement le milieu du football professionnel même s'il fut à la fin des années 90 nommé entraîneur de l'OGC Nice, proposition qu'il accepta avant de renoncer 24 heures après. Avec 593 matches de Division 1, il est l'un des joueurs les plus chevronnés de toute l'histoire du football français, après Mickaël Landreau (618 matches), Jean-Luc Ettori (602), et Dominique Dropsy (596). En 2022, le magazine So Foot le classe dans le top 1000 des meilleurs joueurs du championnat de France, à la 81e place.
Après avoir raccroché les crampons, Dominique Baratelli devient entraîneur de l'US Cagnes-sur-Mer, qui évolue alors en 4e division. Il entre ensuite à la mairie de la ville où il devient animateur au service des sports. Il prend sa retraite le 24 septembre 2010.
(À noter : Plusieurs dates de naissance différentes pour Doumé selon les sources : 21 octobre 1947 dans l'ouvrage « PSG 81-82 » édité par le club, 20 octobre 1947 dans les programmes de matches du PSG, 26 décembre 1947 dans les guides de L'Équipe de 1967 à 1971, 26 octobre 1947 dans les guides de L'Équipe depuis 1972, ou dans « Les Bleus » de Denis Chaumier.)

## Statistiques détaillées

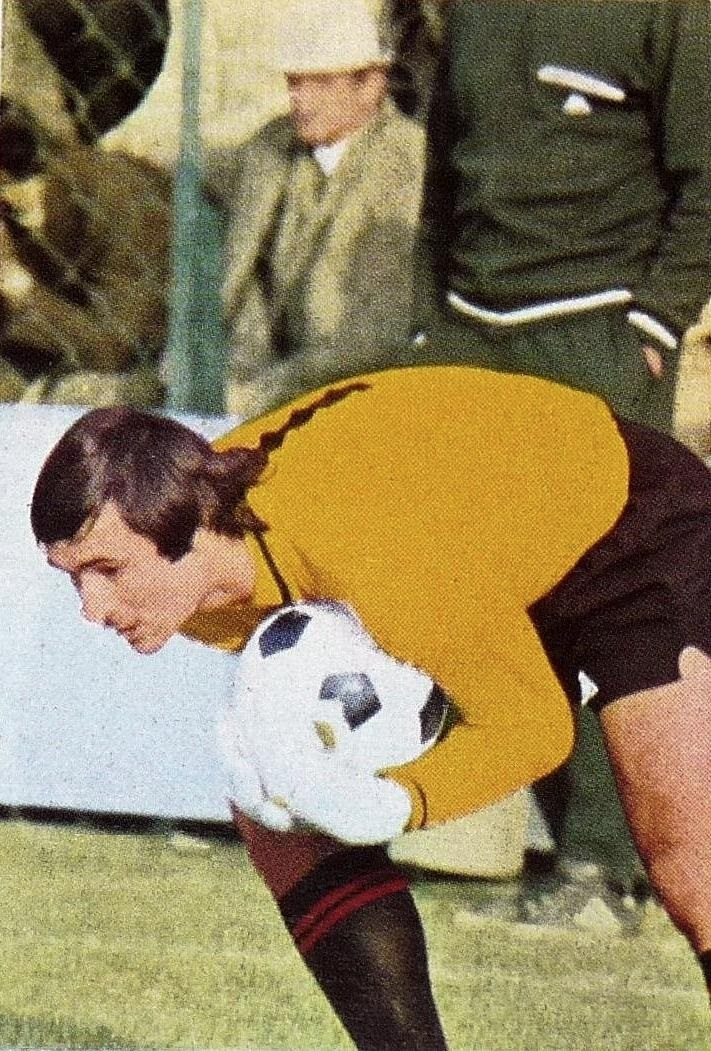
Dominique Baratelli en 1972.

### Par saisons
| Saison      | Club       | Division   | Championnat | Coupe de France | Coupe d'Europe | France   | TOTAL |
| ----------- | ---------- | ---------- | ----------- | --------------- | -------------- | -------- | ----- |
| 1967 - 1968 | AC Ajaccio | Division 1 | 19 matchs   | 3 matchs        | -              | -        | 22    |
| 1968 - 1969 | AC Ajaccio | Division 1 | 23 matchs   | 1 match         | -              | -        | 24    |
| 1969 - 1970 | AC Ajaccio | Division 1 | 27 matchs   | 4 matchs        | -              | -        | 31    |
| 1970 - 1971 | AC Ajaccio | Division 1 | 38 matchs   | 1 match         | -              |          | 39    |
| 1971 - 1972 | OGC Nice   | Division 1 | 38 matchs   | 6 matchs        | -              | 2 matchs | 46    |
| 1972 - 1973 | OGC Nice   | Division 1 | 38 matchs   | 1 match         | -              | 1 match  | 40    |
| 1973 - 1974 | OGC Nice   | Division 1 | 38 matchs   | 2 matchs        | 6 matchs (C3)  | 3 matchs | 49    |
| 1974 - 1975 | OGC Nice   | Division 1 | 38 matchs   | 3 matchs        | -              | 3 matchs | 44    |
| 1975 - 1976 | OGC Nice   | Division 1 | 38 matchs   | 4 matchs        | -              | 5 matchs | 47    |
| 1976 - 1977 | OGC Nice   | Division 1 | 37 matchs   | 9 matchs        | 2 matchs (C3)  | 4 matchs | 48    |
| 1977 - 1978 | OGC Nice   | Division 1 | 20 matchs   | 5 matchs        | -              | 1 match  | 26    |
| 1978 - 1979 | Paris SG   | Division 1 | 38 matchs   | 3 matchs        | -              | -        | 41    |
| 1979 - 1980 | Paris SG   | Division 1 | 38 matchs   | 3 matchs        | -              | -        | 41    |
| 1980 - 1981 | Paris SG   | Division 1 | 38 matchs   | 3 matchs        | -              | -        | 41    |
| 1981 - 1982 | Paris SG   | Division 1 | 38 matchs   | 9 matchs        | -              | 2 matchs | 49    |
| 1982 - 1983 | Paris SG   | Division 1 | 38 matchs   | 10 matchs       | 6 matchs (C2)  | -        | 54    |
| 1983 - 1984 | Paris SG   | Division 1 | 38 matchs   | 1 matchs        | 4 matchs (C2)  | -        | 43    |
| 1984 - 1985 | Paris SG   | Division 1 | 11 matchs   | -               | 3 matchs (C3)  | -        | 14    |
|             |            | TOTAL      | 593         | 68              | 21             | 21       | 703   |

### Par compétition
NB : Seules les principales compétitions sont indiquées ici
Championnat :
- 593 matchs en Division 1
- 68 matchs en Coupe de France

Coupes d'Europe :
- 10 matchs en Coupe d'Europe des Vainqueurs de Coupe (C2)
- 11 matchs et en Coupe de l'UEFA (C3)

### Par club
- AC Ajaccio : 116 matchs toutes compétitions confondues
- OGC Nice : 285 matchs toutes compétitions confondues
- Paris SG : 281 matchs toutes compétitions confondues
- Soit un total de 682 matchs toutes compétitions confondues

### En équipe de France
- 21 sélections entre 1972 et 1982[6]
- Participation à la Coupe du Monde en 1978 (Premier Tour) et en 1982 (4e)

## Palmarès

### En club

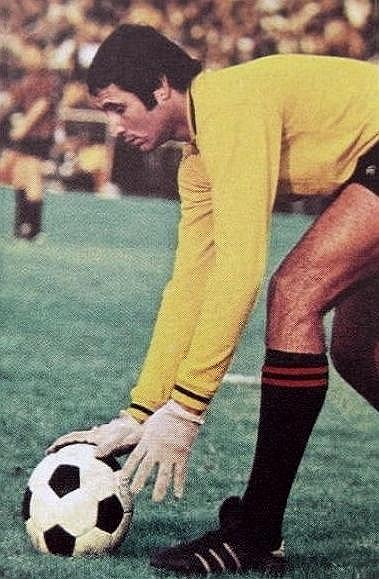
Dominique Baratelli en 1971.

- Vainqueur de la Coupe de France en 1982 et en 1983 avec le Paris Saint-Germain
- Vice-champion de France en 1973 et en 1976 avec l'OGC Nice
- Finaliste de la Coupe de France en 1978 avec l'OGC Nice